# 광저우시 (중화민국)
광저우시(廣州市)는 중화민국 대륙 시기의 12개 직할시 중 하나로, 중화민국 정부가 대만으로 이전하기 전 화난에서 유일한 직할시였다. 화난 지역의 교통 중심지이자 정치, 경제, 문화의 중심지이다.